# Parafia św. Małgorzaty w Dębnie
Parafia pw. Świętej Małgorzaty w Dębnie - parafia rzymskokatolicka znajdująca się w diecezji tarnowskiej w dekanacie Porąbka Uszewska. Erygowana w XIII wieku. Mieści się pod numerem 9. Prowadzą ją księża diecezjalni.